# Floskel
Floskel (latin. Flosculus lille blomst) En talemåde, frase, udsagn, en banalitet eller forslidt udtryk.
Floskler er meget brugt i politiske sammenhænge, eksempelvis udsagnet:  I Indien opnår befolkningen kun den halve levealder som opnås i de vestlige lande.

## Eksempler
- Børnene er vor fremtid
- Vi skal alle dø
- Øvelse gør mester